# Jeder stirbt für sich allein (1962)
Pour les articles homonymes, voir Jeder stirbt für sich allein.
Pour plus de détails, voir Fiche technique et Distribution.
Jeder stirbt für sich allein (littéralement Chacun meurt pour soi tout seul) est un téléfilm dramatique ouest-allemand diffusé en 1962 basé sur le roman Seul dans Berlin (1947) de Hans Fallada, lui-même basé sur l'histoire d'un couple, Otto et Elise Hampel, exécuté par le régime nazi pour désobéissance civile pendant la Seconde Guerre mondiale. Le téléfilm a été réalisé par Falk Harnack, lui-même ancien résistant au nazisme, dont le frère, la belle-sœur et les cousins ont été exécutés par le régime nazi. Il s'agit de la première adaptation sur les écrans du roman de Fallada.

## Synopsis
Pendant la Seconde Guerre mondiale à Berlin, un contremaître d'usine, Otto Quangel, et son épouse Anna apprennent le décès de leur seul fils dans un combat en France. En réaction, le couple décide de résister au régime nazi. Ils inventent leur propre façon de résister, en écrivant des cartes postales incitant à résister à Hitler et aux nazis, et déposent ces cartes dans divers endroits de Berlin. Divers personnages entrent en scène, exprimant la peur et la méfiance dans laquelle on vit alors communément. Certains, comme l'acteur Harteisen, trouvent les cartes, mais s'en débarrassent aussitôt, craignant d'être suspectés s'ils les ont sur eux. La police et la Gestapo enquêtent pendant un an, et finissent par trouver la source des cartes. Le Volksgerichtshof condamne à mort les Quangel.

## Fiche technique
- Titre original allemand : Jeder stirbt für sich allein
- Réalisation : Falk Harnack
- Scénario : Robert A. Stemmle, Falk Harnack, d'après Seul dans Berlin de Hans Fallada
- Musique : Peter Sandloff
- Pays :  Allemagne de l'Ouest
- Genre : drame, politique, judiciaire, historique
- Durée : 100 min
- Année de sortie : 1962
- Photographie : Heinz Pehlke
- Studio : Sender Freies Berlin
- Première diffusion : 19 juillet 1962
- Langue : allemand

## Distribution
- Alfred Schieske : Otto Quangel
- Edith Schultze-Westrum : Anna Quangel
- Anneli Granget : Trudel Baumann
- Hartmut Reck : Karl Hergesell
- Friedrich Siemers : Franz Grigoleit
- Harry Riebauer : Dr. Sommer
- Martin Hirthe : SS Brigadeführer Prall
- Werner Peters : Kriminalkommissar Escherich
- Benno Hoffmann : Assistant Kriminalkommissar Schröder
- Hugo Schrader : Enno Kluge
- Erich Gühne : volontaire Persicke
- Friedrich Schoenfelder : Harteisen, acteur
- Rudolf Fernau : Dr. Toll, avocat
- Theodor Vogeler : Dr. Menz, docteur
- Reinhold Bernt : responsable du commissariat
- Klaus Miedel : juge président de la Volksgerichtshof
- Paul Albert Krumm : étranger
- Reinhard Kolldehoff : membre des SA
- Hilde Sessak : Mme Gesch
- Ethel Reschke : propriétaire du pub

## La diffusion du roman de Fallada
Bien qu'écrit en 1947, et traduit en français dès 1967, le roman de Hans Fallada, Seul dans Berlin, était encore peu connu du public international avant sa traduction en anglais de 2009.

### Les traductions
L'édition allemande avait cependant été bien accueillie, traduite en russe dès 1948; en polonais en 1950; en roumain en 1951; en norvégien en 1954; en italien... Le succès de la version anglaise au Royaume-Uni et aux États-Unis a mené à une traduction en hébreu.

### Première diffusion à la télévision en 1962
Le téléfilm de 1962 est une adaptation à la télévision par Robert A. Stemmle du roman de Fallada.

### Autres adaptations à l'écran
Après l'adaptation à la télévision ouest-allemande de 1962, le roman est adapté aux écrans quatre autres fois :
- une mini-série télévisée est-allemande en 1970, Jeder stirbt für sich allein ;
- un film allemand réalisé en 1975, sorti en 1976, Seul dans Berlin (film, 1976) ;
- une mini-série tchèque en 2004, I ve smrti sami[11];
- un film germano-franco-britannique en 2016 : Seul dans Berlin.